# تصويرية

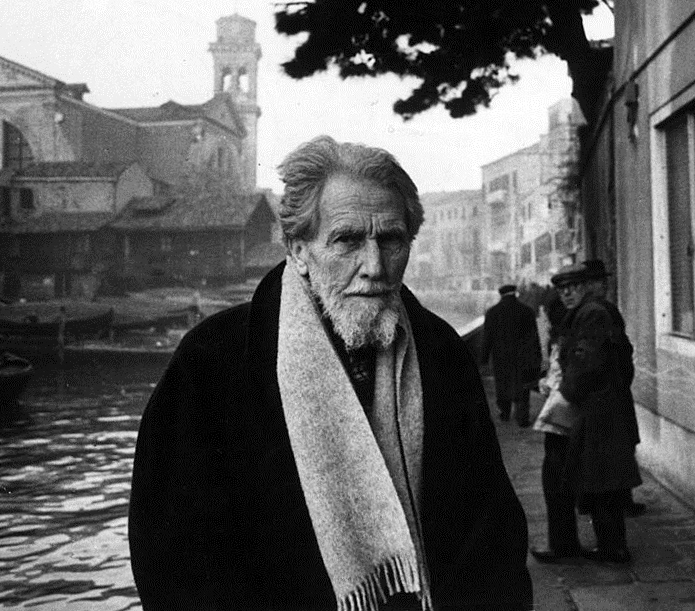

التَّصَوُّرية حركة ضمن الشعر الأنجلو-أمريكي كان ينحو نحو تفضيل دقة وصف الوصف أو التصوير الأدبي imagery واللغة الواضحة الحادة. التصويريون أو الوصفيون يرفضون الأنماط الاصطناعية للشعر الفكتوري أو الرومانسي. بعكس معاصريهم من أتباع الجورجيانية، الذين كانوا لحد كبير يعملون ضمن المدرسة القديمة. أهم الأعمل التي تحدثت عن التصويرية ظهرت بين عامي 1914 و1917 مما أبرز الكتابات من قبل العديد من الشخصيات المهمة في الشعر الحداثي الإنكليزي، إضافة لعدد من الشخصيات الحداثيين الذين كانوا لامعين في مجالات أخرى غير الشعر.
حركة شعرية روسية نشأت عام 1919 م ودعت إلى بناء الشعر على سلسلة من الصور الآسرة، غير العادية.
كانت أولى حركات الشعرية التي ظهرت بعيد الثورة الاشتراكية ونافست المستقبلية على زعامة الفن السوفياتي الحديث، ولكنها لم توفق. يُعتبر سيرجي ييسيينيين زعيم هذه الحركة، وبانتحاره (عام 1925 م) اضمحلت وتلاشت.
من شعراء التصويرية الآخرين إسكندر كسكف، فاديم شرشنيفتس واناتولي مارينجوف.